# Riacho dos Porcos
Riacho dos Porcos är ett periodiskt vattendrag i Brasilien. Det ligger i delstaten Ceará, i den östra delen av landet, 1 400 km nordost om huvudstaden Brasília.
Omgivningarna runt Riacho dos Porcos är huvudsakligen savann. Runt Riacho dos Porcos är det ganska glesbefolkat, med 42 invånare per kvadratkilometer.